# Ulrike Holzner
Ulrike Holzner, née le 18 septembre 1968 à Mayence, est une bobeuse allemande notamment médaillée d'argent olympique en 2002.

## Biographie
Avec sa coéquipière Sandra Prokoff, Ulrike Holzner remporte la médaille d'argent de bob à deux lors des Jeux olympiques de 2002 organisés à Salt Lake City aux États-Unis. L'année suivante, elle est médaillée d'argent aux championnats du monde, aussi en bob à deux.

## Palmarès

### Jeux Olympiques
- : médaillée d'argent en bob à 2 aux JO 2002.

### Championnats monde
- : médaillée d'argent en bob à 2 aux championnats monde de 2003.